# 維森蒂納
22°24′32″S 54°26′09″W / 22.40889°S 54.43583°W
維森蒂納（葡萄牙語：Vicentina），是巴西的城鎮，位於該國西部，由南馬托格羅索州負責管轄，始建於1987年6月20日，面積310平方公里，海拔高度368米，2014年人口6,020，人口密度每平方公里19.05人。